# Pé de mosca
O pé de mosca (pré-AO 1990: pé-de-mosca) ou caldeirão (¶) é um sinal utilizado no software de edição de texto como forma de indicar o fim de um parágrafo e o início do próximo. Em tipografia, o pé de mosca foi usado também para letras de corpo de 4 pt.
Muito útil para demonstrar duplo espaço entre palavras.
O caldeirão pode ser usado como um recuo para parágrafos separado ou para designar um novo parágrafo em uma longa cópia, como Eric Gill fez em seu livro de 1930 "An Essay on Typography". O caldeirão era um tipo de rubrication usado na Idade Média para marcar uma nova linha de pensamento, antes que a convenção de parágrafos visualmente discretos fosse comum.